# Xhafer Bej Ypi
Xhafer Bej Ypi (12 de enero de 1880 - 17 de diciembre de 1940)  fue un político albanés.

## Biografía
Los padres de Ypi fueron Asllan Bej Ypi (terrateniente) y Fetie Zavalani. Se diplomó en derecho por la universidad de Constantinopla. Entre 1920 y 1921 fue Ministro del Interior y Ministro de Justicia. También fue ministro de Instrucción Pública entre 1928 y 1929. Como líder del partido popular, en diciembre de 1921 fue primer ministro, formó un gobierno en donde Fan S. Noli fue Ministro de Asuntos Exteriores y Ahmet Zogu ministro del Interior. 
Del 2 de diciembre de 1922 al 31 de enero de 1925, Ypi era un miembro del Alto Consejo (el órgano colegiado que ejercía como Jefatura del Estado, formalmente en nombre de Guillermo Federico de Wied). En junio de 1924 tuvo que huir de Albania debido a la rebelión de Noli, pero mantuvo su puesto oficialmente. Durante el reinado de Zog I, Ypi fue principal inspector de la corte real. Después del exilio del rey Zog y la ocupación italiana, el 9 de abril de 1939, Ypi fue presidente y plenipotenciario para la justicia del comité provisional de la administración, y como tal, jefe de Estado temporal. El 12 de abril, fue nombrado Ministro de Justicia en el gobierno de Shefqet Vërlaci. Durante la guerra greco-italiana, una bomba aérea lo mató cerca de su pueblo natal, Starje.
Es el abuelo de la filósofa y escritora albana Lea Ypi.
| Predecesor: Omer Pasha Vrioni | Primer ministro de Albania 1922 | Sucesor: Ahmet Zogu |